# Хорошо в первый раз
«Хорошо в первый раз» (англ. Puberty Blues) — австралийский фильм режиссёра Брюса Бересфорда 1981 года. Фильм основан на одноимённом романе Гэбриэлль Кэри и Кэти Летт. В 2012—2014 годах по этому же роману в Австралии был снят одноимённый телесериал.

## Сюжет
В конце 1970-х годов девчонки из южных пригородов Сиднея проводят всё своё время на пляжах, задних сиденьях автомобилей и вечеринках, где секс и алкоголь занимают главное место. Предмет обожания девчонок — сёрфингисты. Родители и учителя пытаются наставить деток на путь истинный, но это не так легко.

## В ролях
- Нелл Шофилд — Дебби Викерс
- Джад Капелья — Суи Найт
- Джофф Роэ — Гарри
- Тони Хьюз — Денни
- Сэнди Пол — Трейси
- Леандер Бретт — Шерил
- Джей Хэкетт — Брюс